# Parafia św. Mikołaja w Siedleminie
Parafia Świętego Mikołaja w Siedleminie – parafia rzymskokatolicka znajdująca się w diecezji kaliskiej, w dekanacie Jarocin.